# Ischnoptera neoclavator
Ischnoptera neoclavator är en kackerlacksart som beskrevs av Rocha e Silva 1964. Ischnoptera neoclavator ingår i släktet Ischnoptera och familjen småkackerlackor.
Artens utbredningsområde är Venezuela. Inga underarter finns listade i Catalogue of Life.